# Orphnus congolanus
Orphnus congolanus är en skalbaggsart som beskrevs av Rudolph Petrovitz 1971. Orphnus congolanus ingår i släktet Orphnus och familjen Orphnidae. Inga underarter finns listade i Catalogue of Life.